# Nico Rienks
Nicolaas "Nico" Hessel Rienks (født 1. februar 1962 i Tiel) er en hollandsk tidligere roer og dobbelt olympisk guldvinder.
Rienks deltog i fem olympiske lege i perioden 1984–2000. Ved legene i 1984 var han med i dobbeltfireren, der blev nummer  tre i sit indledende heat, nummer tre i opsamlingsheatet og nummer tre i B-finalen, hvilket gav en samlet niendeplads.
Ved legene i fire år senere i Seoul var han skiftet til dobbeltsculler sammen med Ronald Florijn. Parret vandt sit indledende heat i tiden 6.16,32 minutter, mens de i semifinalen sluttede som nummer to i 6.19,57 minutter. Skønt de ikke var favoritter, vandt de to hollændere finalen i tiden 6.21,13 og sikrede sig dermed guldmedaljen.
Ved OL 1992 i Barcelona stillede han igen op i doublesculleren, denne gang sammen med Henk-Jan Zwolle. Parret, som var regerende verdensmestre, vandt deres indledende heat i tiden 6.31,90 og blev nummer to i semifinalen i tiden 6.19,15, men i finalen måtte de nøjes med en tredjeplads i tiden 6.22,82 og dermed bronzemedaljen efter Australien og Østrig.
Ved OL 1996 i Atlanta stillede han op som en del af otteren, som var blevet nummer to ved verdensmesterskaberne i 1994 og 1995. Båden vandt sit indledende heat i tiden 5.41,41, og i finalen sejrede de i tiden 5.42,74 foran Tyskland og Rusland. Dermed vandt Rienks sin anden olympiske guldmedalje. Ved dette OL var han desuden hollandsk fanebærer ved åbningsceremonien.
Rienks deltog for sidste gang ved OL i 2000 i Sydney, hvor han igen stilled op i otteren. Her blev det til en tredjeplads i indledende heat i tiden 5.36,42, mens de blev nummer fire med 5.44,91 i opsamlingsheatet. Dermed måtte hollænderne tage til takke med deltagelse i B-finalen, hvor de med tiden 5.36,63 blev nummer tre og dermed samlet nummer ni i disciplinen.
Rienks vandt desuden flere medaljer ved VM i roning, blandt andet en guldmedalje i dobbeltsculler ved VM i 1991 samt sølv i samme disciplin ved VM i 1987, 1989 og 1990.

## OL-medaljer
- 1988:  Guld i dobbeltsculler
- 1996:  Guld i otter
- 1992:  Bronze i dobbeltsculler